# Rotz Glacier
Rotz Glacier är en glaciär i Antarktis. Den ligger i Västantarktis. Argentina, Chile och Storbritannien gör anspråk på området. Rotz Glacier ligger 1 508 meter över havet.
Terrängen runt Rotz Glacier är kuperad västerut, men österut är den platt. Trakten är obefolkad. Det finns inga samhällen i närheten.